# Дельта Гидры
Дельта Гидры (лат. δ Hydrae), 4 Гидры (лат. 4 Hydrae), HD 73262 — кратная звезда в созвездии Гидры на расстоянии приблизительно 162 световых лет (около 49,7 парсек) от Солнца. Возраст звезды определён как около 260 млн лет.

## Характеристики
Первый компонент (WDS J08377+0542A) — белая звезда спектрального класса A0Vnn, или A0, или A1Vnn. Видимая звёздная величина звезды — +4,1m. Масса — около 2,999 солнечной, радиус — около 2,792 солнечного, светимость — около 56,946 солнечной. Эффективная температура — около 11000 K.
Второй компонент — коричневый карлик. Масса — около 43,25 юпитерианской. Удалён в среднем на 2,157 а.е..
Третий компонент (WDS J08377+0542B). Видимая звёздная величина звезды — +10,7m. Удалён на 2,7 угловой секунды.
Четвёртый компонент (WDS J08377+0542C). Видимая звёздная величина звезды — +11,15m. Удалён на 240,4 угловой секунды.